# قائمة لغات برمجة الحواسيب مرتبة أبجديا
قائمة لغات برمجة الحواسيب مرتبة أبجديا، هي قائمة لمعظم للغات برمجة الحواسب، التي تختلف فيما بينها تبعا للغرض الأساسي الذي صممت من أجله أو بحسب طريقة تفسيرها، والهدف من هذه القائمة هو عرض أبرز لغات البرمجة المستخدمة حاليا، وتلك التي أصبحت لغات برمجة ميتة أو تاريخية ولم تعد مستعملة.

## حرف الأية
| الاسم بالعربية                        | الاسم بالإنجليزية       | ظهرت في عام |
| ------------------------------------- | ----------------------- | ----------- |
| أيه بلس                               | A +                     | 1988        |
| أيه بلس بلس                           | A ++                    | 2001        |
| ايه شارب (دوت نت)                     | A                       | غير محدد    |
| ايه شارب (أكسيوم)                     | A                       | غير محدد    |
| ايه - 0 سيستم                         | نظام A-0                | 1951 - 1952 |
| أباب (برمجة تطبيقات الأعمال المتقدمة) | آي بي آي بي (لغة برمجة) | الثمانينات  |
| أيه بى سى                             | أي بي سي                | غير محدد    |
| أيه بى سى الجول                       | ABC Algol               | غير محدد    |
| أيه بل                                | نيلز هنريك أبيل         | غير محدد    |
| أبلى (برمجة التطبيقات المحاسبية)      | ABLE                    | غير محدد    |
| أبسيت                                 | أبيست                   | غير محدد    |
| أبسيس                                 | ABSYS                   | غير محدد    |
| أبوندانس (استعملت من قبل ناسا)        | Abundance               | 1981        |
| أيه سى سى                             | ACC                     | غير محدد    |
| أكسنت                                 | Accent                  | 1990        |
| أكشن                                  | Action                  | 1983        |
| أكشن سكريبت                           | أكشن سكربت              | 1998        |
| أيس داسل                              | Ace DASL                | 1999 - 2003 |

## وصلات داخلية
- لغة برمجة
- حاسوب